# Медиастилистика
Медиастилистика — направление функциональной стилистики в её речеведческой трактовке, изучающее закономерности функционирования языка в речи СМК, в зависимости от типа содержания, целеустановок и ситуации общения.

## Истоки
Основания этого научного направления в России заложены трудами А. Н. Васильевой, Г. О. Винокура, М. Н. Кожиной, В. Г. Костомарова, Л. М. Майдановой, Т. В. Матвеевой, И. П. Лысаковой, К. А. Роговой, О. Б. Сиротининой, Г. Я. Солганика и др.
Современная медиастилистика в нашей стране развивается в основном как стилистика медиатекста, который предстает в разнообразных аспектах. Как и медиалингвистика, медиастилистика полидисциплинарна и включает в себя множество научных направлений (об основных направлениях стилистики см.: Кожина, Дускаева, Салимовский 2012. С. 34-59).

## Основные проблемы медиастилистики
- соотношение лингвистического и экстралингвистического в организации медиатекстов;
- роль авторской позиции в стилистико-речевой организации медиатекстов (Г. Я. Солганик, Л. Г. Кайда, Л. М. Майданова, Н. С. Цветова, Т. В. Шмелёва);
- социальная (И. П. Лысакова) и жанровая (Л. Р. Дускаева, И. Ю. Мясников, Л. М. Майданова, С. О. Калганова, В. И, Коньков) типология медиатекстов;
- закономерности речевого развертывания медиатекстов как взаимодействия смысловых позиций (Л. Р. Дускаева, Т. В. Чернышова), взаимодействия фатического (Н. А. Корнилова, Э. В. Чепкина, Т. В. Чернышова), полемического (Л. Р. Дускаева, М. А. Кормилицына) и даже враждебного (Е. В. Какорина, В. А. Салимовский, А. П. Сковородников);
- концептосфера медиатекстов (Е. С. Абрамова, Е. Г. Малышева, О. В. Орлова);
- архитектоника и композиция медиатекстов (Н. С. Болотнова, Л. Г. Кайда, В. И. Коньков, Н. А. Кузьмина);
- отдельные выразительные свойства медиатекста (Т. И. Краснова, М. А. Кормилицына) или их система (Г. В. Бобровская; Г. А. Копнина, А. П. Сковородников; М. А. Кормилицына);
- идиостиль в речевой медиасреде (Н. С. Болотнова, М. А. Кормилицына, О. Б. Сиротинина);
- типологические свойства стилистики текстов массмедиа  через текстовые (Т. В. Матвеева), функциональные  семантико-стилистические (Л. Р. Дускаева, Т.Б.Карпова, В.А.Марьянчик,  Т. М. Пермякова), интенционально-стилистические (Л. Р. Дускаева,  Н.А.Корнилова, Н. С. Цветова) и интенциональные (Н. И. Клушина)  категории.

Таким образом, медиастилистика изучает все речевые свойства медиатекста, которые способствуют эффективности воздействия.
Наряду со стилистикой общественно-политических текстов (В. И. Коньков, В. А. Салимовский, Г. Я. Солганик, Н. И. Клушина), развивается стилистика журналистских текстов сферы досуга (Л. Р. Дускаева, Н. И. Клушина, В. И. Коньков, Е. С. Кара-Мурза, Т. Ю. Редькина, Н. С. Цветова). Активно разрабатывается интенционально-стилистический подход к изучению этих текстов (В. П. Барбашов,Л. Р. Дускаева, Н. А. Корнилова, К. В. Прохорова, Н. С. Цветова), а также стилистический подход к решению лингвоэтических проблем (Н. Д. Бессарабова, Т. И. Сурикова, В. Н. Суздальцева).
Как отдельные направления в медиастилистике можно рассматривать получившие в последние годы развитие семиотическая лингвостилистика рекламных текстов (Е. С. Кара-Мурза), экспертная медиастилистика (А. Н. Баранов, Е. С. Кара-Мурза, М. В. Горбаневский, Т. В. Чернышова), стилистика интернет-медиатекстов (Е. В. Какорина, Т. Б. Карпова).
Изменение условий в динамично развивающейся массовой коммуникации требует расширения и исследовательских горизонтов в стилистике: разработки новых методик, взаимодействия междисциплинарных подходов, что позволит анализировать медиатекст во всей его сложной интегративной природе.